# Zeemanův jev
Zeemanův jev je v atomové fyzice jev, při němž dochází k rozdělení spektrální čáry na několik komponent v přítomnosti statického magnetického pole. Jev je analogický Starkovu jevu, při němž dochází k rozdělení spektrálních čar v přítomnosti elektrického pole. Jev byl objeven nizozemským fyzikem Pieterem Zeemanem, který za tento objev získal v roce 1902 Nobelovu cenu za fyziku.

## Historie
Michael Faraday předpovídal vliv magnetického pole na elektromagnetické záření, respektive světlo, ale příliš slabé účinky mu zabránily tento jev pozorovat. Až roku 1896 zjistil Pieter Zeeman, že spektrální čáry ze zdroje světla vystaveného působení magnetického pole mají několik složek, z nichž každá má určitou polarizaci. Tento jev, dnes známý po svém objeviteli jako Zeemanův, přispěl k potvrzení elektromagnetické teorie světla.

## Jev
Zeemanův jev je výsledkem dělení energetických hladin atomů nebo molekul umístěných v magnetickém poli. V závislosti na podmínkách jsou spektrální čáry rozděleny do lichého počtu komponent (tento případ se nazývá normální Zeemanův jev) nebo do sudého počtu komponent (anomální Zeemanův jev).
Kromě toho je dělení energetických hladin atomů nebo molekul doprovázeno vyzařováním (nebo absorbováním) polarizovaného světla během přechodů mezi různými energetickými hladinami. Povaha a intenzita této polarizace závisí na orientaci magnetického pole vzhledem k pozorovateli. V případě že je magnetické pole orientováno kolmo na linii pozorovatelova pohledu, jsou všechny komponenty polarizovány lineárně. Pokud je magnetické pole orientováno paralelně k linii pohledu, dochází ke kruhové polarizaci. Měření spektrálních čar nám poskytuje informaci o intenzitě magnetického pole, zatímco analýza polarizace poskytuje informace o orientaci vektoru magnetického pole.

## Normální Zeemanův jev
Normální Zeemanův jev může být popsán semiklasicky. V tomto případě se bere elektron jako částice obíhající kolem atomového jádra obvyklým způsobem. Oproti tomu je moment hybnosti kvantován.
Elektron obíhající na své oběžné dráze o poloměru r rychlostí v vytváří elektrický proud I vyjádřený:
{\displaystyle I=-e\cdot {\frac {v}{2\pi r}}}.
Tento proud vytváří magnetický moment:
{\displaystyle {\vec {\mu _{l}}}=I\cdot {\vec {S}}=-ev{\frac {r}{2}}\cdot {\hat {n}}}.
Vektor {\displaystyle {\vec {S}}} je kolmý k vymezené oblasti elektronů na oběžné dráze. Magnetický moment lze také vyjádřit pomocí momentu hybnosti elektronu:
{\displaystyle {\vec {\mu _{l}}}=-{\frac {e}{2m_{e}}}\cdot {\vec {l}}}.
Ve srovnání s definicí momentu hybnosti:
{\displaystyle {\vec {l}}={\vec {r}}\times {\vec {p}}=m_{e}\cdot r\cdot v\cdot {\hat {n}}}.
Rovnice pro potenciální energii v magnetickém poli dává ({\displaystyle E_{m}=-{\vec {\mu _{l}}}\cdot {\vec {B}}}):
{\displaystyle E_{m}={\frac {e}{2m_{e}}}\cdot {\vec {l}}\cdot {\vec {B}}}
kde již vychází rozklad spektrálních čar.
Za předpokladu, že magnetické pole poukazuje na osu z, lze kvantování momentu hybnosti ({\displaystyle l_{z}=m_{l}\cdot \hbar }) zjednodušit podle rovnice:
{\displaystyle E_{m}={\frac {e\cdot \hbar }{2m_{e}}}m_{l}\cdot B=\mu _{B}\cdot m_{l}\cdot B}
kde m je magnetické kvantové číslo a {\displaystyle \mu _{B}} je Bohrův magneton. Pro energetické hladiny uvnitř atomu vzniká:
{\displaystyle E=E_{k}+E_{p}+\mu _{B}\cdot m_{l}\cdot B},
kde {\displaystyle E_{p}} je elektrostatická potenciální energie. Energie tedy závisí pouze na magnetickém kvantovém čísle.
Vzhledem k celočíselnému kvantování orbitálního momentu hybnosti je počet energetických hladin vzniklých rozštěpením v magnetickém poli vždy lichý. Lichý je i počet linií, na které se štěpí spektrální čáry (neuvažují-li se výběrová pravidla, zeslabující některé linie).

## Anomální Zeemanův jev
Anomální Zeemanův jev se vyskytuje častěji než jev normální. Jeho podstata je odlišná. Rozštěpení spektrálních linií je způsobené spin-orbitální interakcí, tedy kvantovým skládáním orbitálního momentu hybnosti elektronu s jeho spinem. Ve výše uvedených vztazích tak namísto orbitálního momentu {\displaystyle {\vec {l}}} vystupuje celkový moment hybnosti {\displaystyle {\vec {J}}={\vec {L}}+{\vec {S}}}.
Vzhledem k polovinovému spinu se jednotlivé energetické hladiny elektronu v magnetickém poli štěpí na dvojice, spektrální linie se tak štěpí na několik linií, jejichž počet přesahuje 3. U jednoelektronových obalů je tento počet sudý (neuvažují-li se výběrová pravidla, zeslabující některé linie), tedy "anomální" vzhledem k poloklasickému vysvětlení normálního Zeemanova jevu. To však nemusí platit u víceelektronových obalů, u kterých se vzhledem k Russellově-Saundersově vazbě navzájem nejdříve skládají všechny orbitální momenty elektronů a všechny spiny, až celkový orbitální moment {\displaystyle {\vec {L}}=\sum {\vec {l}}_{i}} skládá s celkovým spinem {\displaystyle {\vec {S}}=\sum {\vec {s}}_{i}}.

## Aplikace v astrofyzice
Jednu z prvních aplikací Zeemanova jevu objevil v roce 1908 George Ellery Hale, když si všiml souvislosti mezi silnými magnetickými poli a slunečními skvrnami. Horace W. Babcock byl schopen toto měření rozšířit i na jiné hvězdy než je Slunce. V 21. století se měření slunečního magnetického pole provádí prakticky neustále a to prostřednictvím Zeemanova jevu, který měří kosmické sondy, například satelit SOHO. Ve fyzice hvězd jsou podobná měření prováděna také, například na Havaji Kanadsko-Francouzsko-Havajským teleskopem.
Kromě toho je měření Zeemanova jevu užitečné k určení intenzity magnetického pole naší Galaxie Mléčné dráhy.